# Chuck Baldwin
Charles O. ”Chuck” Baldwin, född 3 maj 1952 i La Porte i Indiana, är en amerikansk baptistpastor ställde upp som presidentkandidat för Constitution Party i presidentvalet 2008.

## Nominering ipresidentvalet 2012
I juli 2012 blev Baldwin nominerad i presidentvalet av Reformpartiet i Kansas, trots att Reformpartiets kandidat på det nationella planet var Andre Barnett. Baldwin fick 5017 röster, motsvarande 0,43 % av röstetalet i Kansas.